# Ти
Ти е лично местоимение в второ лице, единствено число, номинатив.
Обозначава слушащо лице, като олицетворява говорещия и деятеля в неговата автореферентна функция като обект.